# Ricky Gardiner
Pour les articles homonymes, voir Gardiner.
Ricky Gardiner est un guitariste écossais né en 1948 à Édimbourg et mort le 13 mai 2022.
Membre du groupe de rock progressif Beggars Opera (en), il travaille également comme musicien de studio pour David Bowie et Iggy Pop dans les années 1970. Il est notamment à l'origine du riff de la chanson The Passenger, parue en 1977 sur l'album de Pop Lust for Life.